# Rio ArtRock Festival
O Rio ArtRock Festival é um festival de rock progressivo realizado anualmente no Rio de Janeiro desde 1996.
Inspirado no Progfest, de Los Angeles (a "mãe" dos festivais progressivos dos anos 1990), o RARF segue como projeto capitaneado pelo jornalista Leonardo Nahoum, produtor do selo especializado Rock Symphony.[carece de fontes?]Terra Networks, Enciclopédia do rock progressivo é relançada, acesso em 9 de julho de 2011.</ref>
O evento já trouxe mais de 70 artistas aos palcos cariocas. Entre os artistas, estão Focus, Banco del Mutuo Soccorso, Le Orme, Nektar, Caravan, Wishbone Ash,[carece de fontes?] Trettioåriga Kriget, Violeta de Outono, Evolución,[carece de fontes?] Anekdoten, Témpano,[carece de fontes?] Ankh e Nexus.[carece de fontes?]
O selo Rock Symphony também já lançou uma coletânea com gravações ao vivo de shows do festival.
Em 2010, o evento não foi realizado.